# Paramanura
Genre
Paramanura est un genre de collemboles de la famille des Neanuridae.

## Distribution
Les espèces de ce genre se rencontrent en Amérique et en Asie.

## Liste des espèces
Selon Checklist of the Collembola of the World (version du 16 octobre 2019) :
- Paramanura najtae Cassagnau, 1986
- Paramanura problematica Cassagnau, 1991

## Publication originale
- Cassagnau, 1986 : Sur l’évolution des Neanurinae Paucitubercules à pièces buccales réduites (Collemboles). 2nd International Seminar on Apterygota, Siena, Italy, p. 313-317.